# سوس خاچاطریان
سوس خاچاطریان ( زاده ۱۹۷۶) یک وزنه‌بردار مرد اهل ارمنستان است که در مجموع در مسابقات قهرمانی وزنه‌برداری جوانان جهان برندهٔ مدال طلا و در مسابقات قهرمانی وزنه‌برداری جوانان اروپا برندهٔ مدال نقره  شده‌است.

## نتایج مهم
| سال                                     | مکان                    | وزن                     | یک ضرب (ک‌گ)             | یک ضرب (ک‌گ)             | یک ضرب (ک‌گ)             | یک ضرب (ک‌گ)             | یک ضرب (ک‌گ)             | دوضرب (ک‌گ)              | دوضرب (ک‌گ)              | دوضرب (ک‌گ)              | دوضرب (ک‌گ)              | دوضرب (ک‌گ)              | مجموع                   | رتبه                    |
| سال                                     | مکان                    | وزن                     | ۱                       | ۲                       | ۳                       | نتیجه                   | رتبه                    | ۱                       | ۲                       | ۳                       | نتیجه                   | رتبه                    | مجموع                   | رتبه                    |
| قهرمانی وزنه‌برداری جهان                 | قهرمانی وزنه‌برداری جهان | قهرمانی وزنه‌برداری جهان | قهرمانی وزنه‌برداری جهان | قهرمانی وزنه‌برداری جهان | قهرمانی وزنه‌برداری جهان | قهرمانی وزنه‌برداری جهان | قهرمانی وزنه‌برداری جهان | قهرمانی وزنه‌برداری جهان | قهرمانی وزنه‌برداری جهان | قهرمانی وزنه‌برداری جهان | قهرمانی وزنه‌برداری جهان | قهرمانی وزنه‌برداری جهان | قهرمانی وزنه‌برداری جهان | قهرمانی وزنه‌برداری جهان |
| --------------------------------------- | ----------------------- | ----------------------- | ----------------------- | ----------------------- | ----------------------- | ----------------------- | ----------------------- | ----------------------- | ----------------------- | ----------------------- | ----------------------- | ----------------------- | ----------------------- | ----------------------- |
| ۱۹۹۷                                    | چیانگ مای، تایلند       | +۱۰۸ ک‌گ                 | ۱۷۰                     | ۱۷۵                     | ۱۷۷٫۵                   | ۱۷۵                     | ۸                       | ۲۰۵                     | ۲۱۵                     | ۲۱۵                     | ۲۱۵                     | ۷                       | ۳۹۰                     | ۸                       |
| مسابقات قهرمانی وزنه‌برداری اروپا        |                         |                         |                         |                         |                         |                         |                         |                         |                         |                         |                         |                         |                         |                         |
| ۲۰۰۴                                    | کی‌یف، اوکراین           | +۱۰۵ ک‌گ                 | ۱۷۰                     | ۱۷۵                     | ۱۷۵                     | ۱۷۵                     | ۱۲                      | ۲۰۰                     | ۲۱۰                     | ۲۱۰                     | ۲۰۰                     | ۱۰                      | ۳۷۵                     | ۸                       |
| مسابقات قهرمانی وزنه‌برداری جوانان جهان  |                         |                         |                         |                         |                         |                         |                         |                         |                         |                         |                         |                         |                         |                         |
| ۱۹۹۶                                    | ورشو، لهستان            | +۱۰۸ ک‌گ                 | ۱۵۷٫۵                   | ۱۶۵                     | ۱۷۰                     | ۱۷۰                     | ۱                       | ۲۰۰                     | ۲۱۰                     | ۲۱۰٫۵                   | ۲۱۰                     | ۱                       | ۳۸۰                     | 1                       |
| ۱۹۹۳                                    | خپ، جمهوری چک           | +۱۰۸ ک‌گ                 |                         |                         |                         | ۱۳۰                     | ۱۳                      |                         |                         |                         | ۱۷۰                     | ۱۳                      | ۳۰۰                     | ۱۴                      |
| مسابقات قهرمانی وزنه‌برداری جوانان اروپا |                         |                         |                         |                         |                         |                         |                         |                         |                         |                         |                         |                         |                         |                         |
| ۱۹۹۶                                    | پراگ، جمهوری چک         | +۱۰۸ ک‌گ                 | ۱۶۲٫۵                   | ۱۷۰                     | ۱۷۰                     | ۱۷۰                     | ۲                       | ۲۰۵                     | ۲۱۵                     | ۲۱۵                     | ۲۰۵                     | ۲                       | ۳۷۵                     | 2                       |
| ۱۹۹۵                                    | بئرشبع، اسرائیل         | +۱۰۸ ک‌گ                 | ۱۶۲٫۵                   | ۱۶۷٫۵                   | ۱۶۷٫۵                   | ۱۶۲٫۵                   | ۵                       | ۲۰۲٫۵                   | ۲۱۰                     | ۲۱۰                     | ۲۰۲٫۵                   | ۵                       | ۳۶۵                     | ۵                       |